# Gillan
„Gillan“ е албум на британската рок група Gillan, издаден през септември 1978 г. Издаден е само в Япония и Австралия, но е продаван добре и във Нова Зеландия като вносен.

### Страна 1
1. „Second Sight“ – 2:36* (Колин Таунс)
2. „Secret Of The Dance“ – 2:50** (Иън Гилън, Таунс)
3. „I'm Your Man“ – 4:25 (Гилън, Таунс)
4. „Dead Of Night“ – 4:10** (Гилън, Таунс)
5. „Fighting Man“ – 7:35* (Таунс)

### Страна 2
1. „Message In A Bottle“ – 3:08** (Гилън, Таунс)
2. „Not Weird Enough“ – 4:05 (Гилън, Таунс)
3. „Bringing Joanna Back“ – 3:39 (Гилън, Таунс)
4. „Abbey Of Thelema“ – 4:56 (Гилън, Таунс)
5. „Back In The Game“ – 5:25 (Гилън, Таунс)

- Тези версии са включени в британската версия на Великобритания
  - Версиите в този албум и в Mr. Universe са различни.

### Преиздадена версия от 1993
1. „Street Theatre“ – 2:40* (Таунс)
2. „Secret Of The Dance“ – 2:51 (Гилън, Таунс)
3. „I'm Your Man“ – 4:25 (Гилън, Таунс)
4. „Dead Of Night“ – 4:11 (Гилън, Таунс)
5. „Fighting Man“ (Towns)—7:37 (Таунс)
6. „Message In A Bottle“ – 3:11 (Гилън, Таунс)
7. „Not Weird Enough“ – 3:51 (Гилън, Таунс)
8. „Bringing Joanna Back“ – 3:41 (Гилън, Таунс)
9. „Abbey Of Thelema“ – 4:57 (Гилън, Таунс)
10. „Back In The Game“ – 5:28 (Гилън, Таунс)
11. „Vengeance“ – 3:30** (Гилън, Таунс)
12. „Move With The Times“ – 5:02* (Гилън, Таунс, Джон Маккой)
13. „Sleeping On The Job“ – 3:12** (Гилън, Таунс)
14. „Roller“ – 4:06** (Гилън, Таунс)

Общо времетраене: 58:43
- от японската версия на Mr. Universe
  - неиздавани дотогава

## Състав
- Mr. Universe – вокал
- Иън Гилън – китара
- Стийв Бърд – бас
- Джон Маккой – клавишни, флейта
- Колин Таунс – барабани, перкусия
- Лиъм Геноки – барабани, перкусия

Пит Барнакъл